# Mary Street Alinderová
Mary Street Alinderová (nepřechýleně Mary Street Alinder; * 23. září 1946) je americká autorka a nezávislá badatelka specializující se na historii fotografie. Je nejznámější díky svým biografiím Ansela Adamse, včetně knihy Ansel Adams: A Biography a Ansel Adams: An Autobiography. Kromě svého psaní Alinderová také kurátoruje fotografické výstavy po celém světě a je odbornice na fotografii 20. století. V letech 1978 až 1979 byla manažerkou The Weston Gallery v Carmelu v Kalifornii.

## Životopis
Narodila se 23. září 1946. Má bohatou kariéru, která zahrnuje několik významných pozic a aktivit, v The Weston Gallery, Carmel, CA, působila jako manažerka v letech 1978-1979. V letech 1979-1984 pracovala jako výkonná redaktorka a asistentka fotografa Ansela Adamse v Carmelu. V letech 1984-1987 byla výkonnou redaktorkou a obchodní manažerkou v Ansel Adams Publishing Rights Trust v Carmelu. Od roku 1988 je nezávislou badatelkou specializující se na fotografii. Je spoluvlastníkem Alinder Gallery v Gualala, CA od roku 1990. Je autorkou několika publikací, včetně knihy "Ansel Adams: A Biography". Působí také jako lektorka v oblasti fotografie Ansela Adamse. Její práce byla oceněna za objektivní perspektivu a pohled, i přestože měla blízký vztah s Adamsem. Mary Street Alinderová je vázána na Alinder Gallery v Gualala, CA, kterou spoluvlastní. Její práce a přednášky se zaměřují na fotografii Ansela Adamse.

## Publikace
V roce 1985 dokončila knihu "Ansel Adams: An Autobiography", která se dle New York Times stala bestsellerem. V roce 1988 spolueditovala knihu "Ansel Adams: Letters and Images". Její kniha "Ansel Adams: A Biography" byla publikována v roce 1996 a získala pozitivní recenze od Publisher's Weekly a Booklist. Alinderová je také autorkou, spoluautorkou a editorkou několika dalších knih a článků o umělecké fotografii. V roce 2014 publikovala Alinderová svou nejnovější práci s názvem "Group f.64", která se stala první knihou o této významné fotografické skupině. Tato kniha byla recenzována po celém světě a získala uznání v časopisech jako The Economist, The New York Times, San Francisco Chronicle a Philadelphia Enquirer. Práce Alinderové je ceněna za detailní a poutavý pohled na fotografickou Skupinu f/64.